# Население на Ямайка
Населението на Ямайка през 2018 г. е 2 934 847 души.

## Възрастов състав
(2006)
- 0-14 г.: 33,1% (мъже 464 297, жени 449 181)
- 15-64 г.: 59,6% (мъже 808 718, жени 835 394)
- над 65 г.: 7,3% (мъже 90 100, жени 110 434)

(2011)
- 0-14 г.: 26% (мъже 357 082, жени 345 753)
- 15-64 г.: 65,9% (мъже 876 674, жени 900 129)
- над 65 г.: 8,1% (мъже 100 777, жени 117 568)

## Коефициент на плодовитост
- 2000 – 2,13
- 2009 – 1,68
- 2018 – 1,42

## Расов състав
- 90,9 % – чернокожи
- 7,3 % – мулати
- 0,2 % – бели
- 1,6 % – други

## Бели ямайци
Общините с най-голям дял бели ямайци са Сейнт Томас (3,2 %), Портланд (1,2 %) и Хановър (0,8 %).

## Езици
Официален език в страната е английският.

## Религия
- Официалната религия в страната е християнство.